# The L. A. 4
The L. A. 4 (auch L. A. Four) war eine US-amerikanische Jazzband der 1970er- und 1980er-Jahre.
Das pianolose Quartett L. A. 4 wurde 1974 gegründet. Es bestand aus Bud Shank (Altsaxophon und Flöte), Laurindo Almeida (spanische Gitarre), Ray Brown (Kontrabass) und am Schlagzeug Shelly Manne, den 1977 Jeff Hamilton ersetzte. Der Schlagzeuger Chuck Flores war Gründungsmitglied, wirkte jedoch nicht bei Aufnahmen der Gruppe mit. 1984, kurz nach der Veröffentlichung des letzten Albums, brach die Band auseinander.

## Geschichte
Almeida und Shank spielten bereits in den 1950er Jahren zusammen und nahmen 1953 im Quartett (mit Harry Babasin und Roy Harte) Almeidas Album Brazilliance, Vol. 1 auf, das musikalisch als früher Vorläufer des Hit-Erfolgs Jazz Samba von Stan Getz und Charlie Byrd angesehen werden kann, auch wenn Stimmung und Klang anders waren. Zwanzig Jahre später nahmen sie diese Zusammenarbeit wieder auf. The L. A. 4 spielte eine Mischung aus Straight-ahead-Jazz mit einem Cool-Einschlag, beeinflusst von der europäischen klassischen Musik sowie von Bossa Nova und Samba, vor allem durch Laurindo Almeida. 
Das Debütalbum entstand auf dem  Concord Jazz Festival 1974. Im Laufe ihres Bestehens traten sie vor allem in Los Angeles auf, tourten aber auch international. Sie spielten acht Alben für das Label Concord Jazz sowie zwei Alben für das japanische Label East Wind ein.

## Diskographische Hinweise
- The L.A. Four Scores! (Concord Jazz, 1974)
- The L. A. 4 (Concord Jazz, 1975)[4]
- Pavane pour une infante défunte (East Wind, 1976)
- Going Home (East Wind, 1977)
- Watch What Happens (Concord Jazz, 1978)
- Just Friends (Concord Jazz, 1978)
- Live at Montreux (Concord Jazz, 1979)
- Zaka (Concord Jazz, 1980)
- Montage (Concord Jazz, 1981)
- Executive Suite (Concord Jazz, 1983)